# Laahkoeh
Laahkoeh var ett politiskt parti i Sametinget. Partiet bildades vid en splittring av Landsförbundet Svenska Samer under mandatperioden följande valet 1997. Sigrid Stångberg och Lars-Paul Kråik bildade efter splittringen Laahkoeh; "släkterna" på sydsamiska medan den andra delen bildade Landspartiet Svenska Samer.
Lars-Paul Kroik har sedan gått över till Albmut och sitter sedan valet 2009 på ett av partiets platser i Sametinget.

## Valresultat och regeringsperioder
I valet 2005 fick partiet inget mandat och ställde inte upp i valet 2009.

## Valresultat
| År   | Röster | Procent | Mandat |
| ---- | ------ | ------- | ------ |
| 2001 | [ 1 ]  | %       | 1 / 31 |